# François-Nicolas-Alphonse Kunemann
François-Nicolas-Alphonse Kunemann (1856-1908) – connu sous le nom de Mgr Kunemann – est un ancien vicaire apostolique de Sénégambie (actuel Sénégal), et préfet apostolique du Sénégal de 1901 à 1908.

## Biographie
Il est né en 1856 à Schweighouse-sur-Moder dans le Bas-Rhin.
Il est nommé évêque titulaire de Pella (de) et vicaire apostolique de Sénégambie en 1901 et est consacré le 26 mai de la même année par Alexandre Le Roy avec comme co-consécrateurs Magloire-Désiré Barthet et Jean-Marie-Raoul Le Bas de Courmont.